# Янковский, Вацлав
Вацлав Янковский (пол. Wacław Jankowski) — польский актёр театра, кино, радио и кабаре.

## Биография
Вацлав Янковский родился 17 марта 1904 года в Варшаве. Дебютировал на сцене в 1922 г. в объездной труппе оперетты. Актёр театров в Кракове, Грудзёндзе, Торуне, Лодзи и Варшаве. Выступал также в радио и кабаре. Умер 10 февраля 1968 года  в Варшаве, похоронен на Брудновском кладбище.

## Избранная фильмография
- 1948 — Моё сокровище / Skarb
- 1953 — Приключение на Мариенштате / Przygoda na Mariensztacie
- 1953 — Дело, которое надо уладить / Sprawa do załatwienia
- 1956 — Варшавская сирена / Warszawska syrena
- 1957 — Ева хочет спать / Ewa chce spać
- 1958 — Позвоните моей жене / Co řekne žena?
- 1959 — Кафе «Минога» / Cafe pod Minogą
- 1960 — Пиковый валет / Walet pikowy
- 1962 — Гангстеры и филантропы / Gangsterzy i filantropi
- 1965 — День последний, день первый / Dzień ostatni, dzień pierwszy
- 1966 — Домашняя война / Wojna domowa (только в 15-й серии).

## Признание
- 1965 — Кавалерский крест Ордена Возрождения Польши.